# Саблезъб
 Тази статия е за вида риба.  За бозайниците вижте Саблезъби тигри.  За за героя от Х-Мен вижте Саблезъб (Х-Мен).
Саблезъбите (Anoplogaster cornuta) са вид лъчеперки от семейство Anoplogastridae.

## Разпространение
Срещат се в тропическите и умерени зони на океаните по целия свят, възрастните обикновено на дълбочина 500 до 2000 метра, а младите по-близо до повърхността.

## Описание
Достигат на дължина до 18 сантиметра.